# Le Cirque du diable

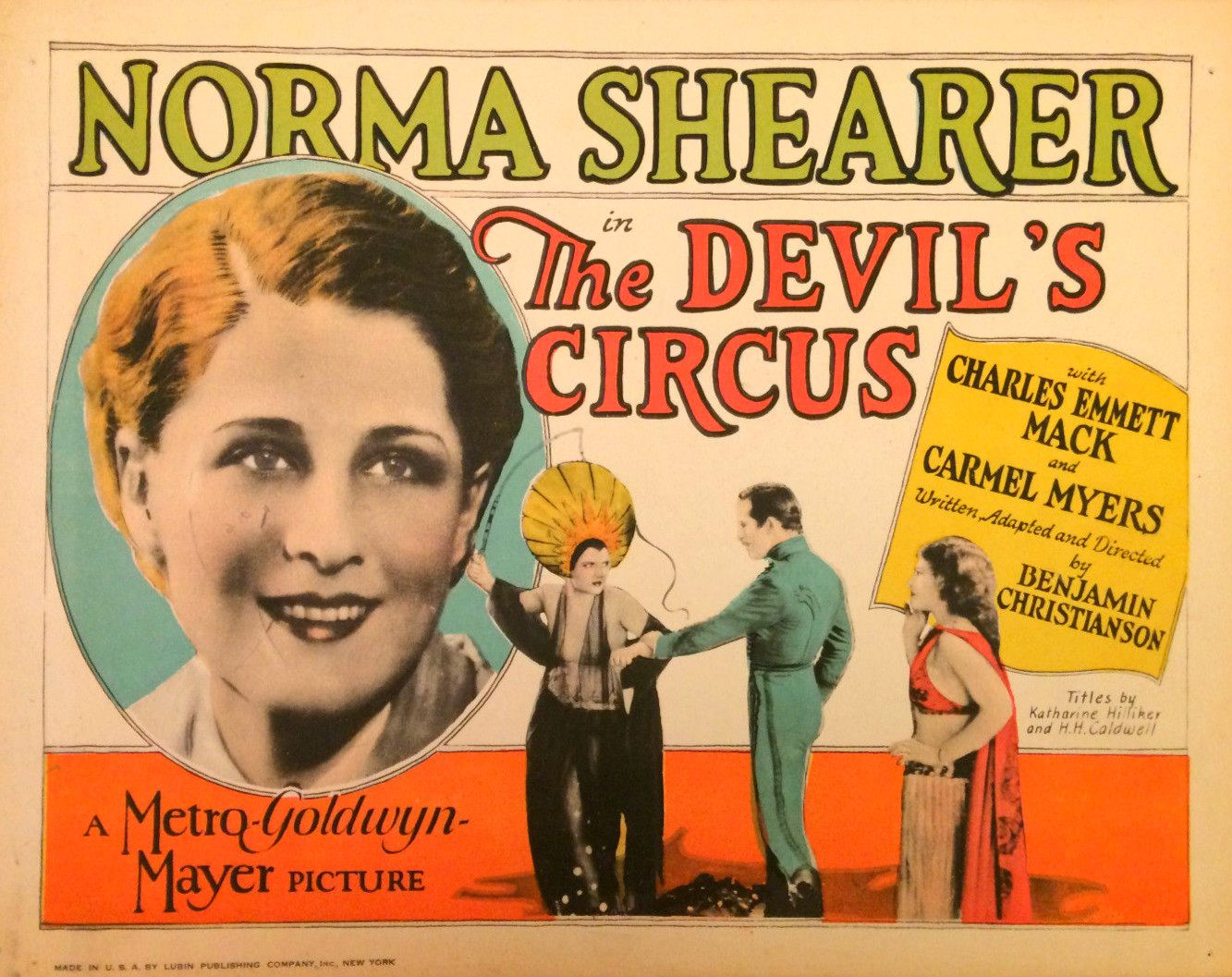
Carte promotionnelle du film

Le Cirque du Diable (The Devil's circus, 1926) est le premier film tourné aux États-Unis par le réalisateur danois Benjamin Christensen (crédité au générique sous le nom de Christenson). C'est un mélodrame à grand spectacle, présentant de spectaculaires numéros de cirque (revue, clowneries, trapèze, dressage de fauves, etc.). Le thème chrétien est très présent, avec des apparitions du Diable et des évocations de Dieu à des moments cruciaux.

## Synopsis

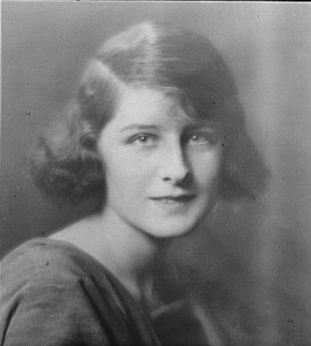
Norma Shearer (années 1920)

L'histoire se déroule en Europe : Un mauvais garçon, Carl (Charles Emmett Mack), fait la connaissance de Mary (Norma Shearer) une orpheline venue chercher du travail dans un cirque. À son contact, il commence à revenir sur sa mauvaise vie, quand le sort les sépare. Mary continue à travailler au cirque, mais le danger la menace, en la personne du dompteur Hugo (John Miljan) et de son amie Yonna (Carmel Myers). Survient la Première Guerre mondiale, qui disperse tous les personnages.

## Distribution
- Norma Shearer : Mary
- Charles Emmett Mack : Carl
- Carmel Myers : Yonna
- John Miljan : Hugo
- Claire McDowell : Mrs. Peterson
- Joyce Coad : la petite Anita, sa fille
- Buddy : le chien savant